# Stadtbefestigung (Linz am Rhein)

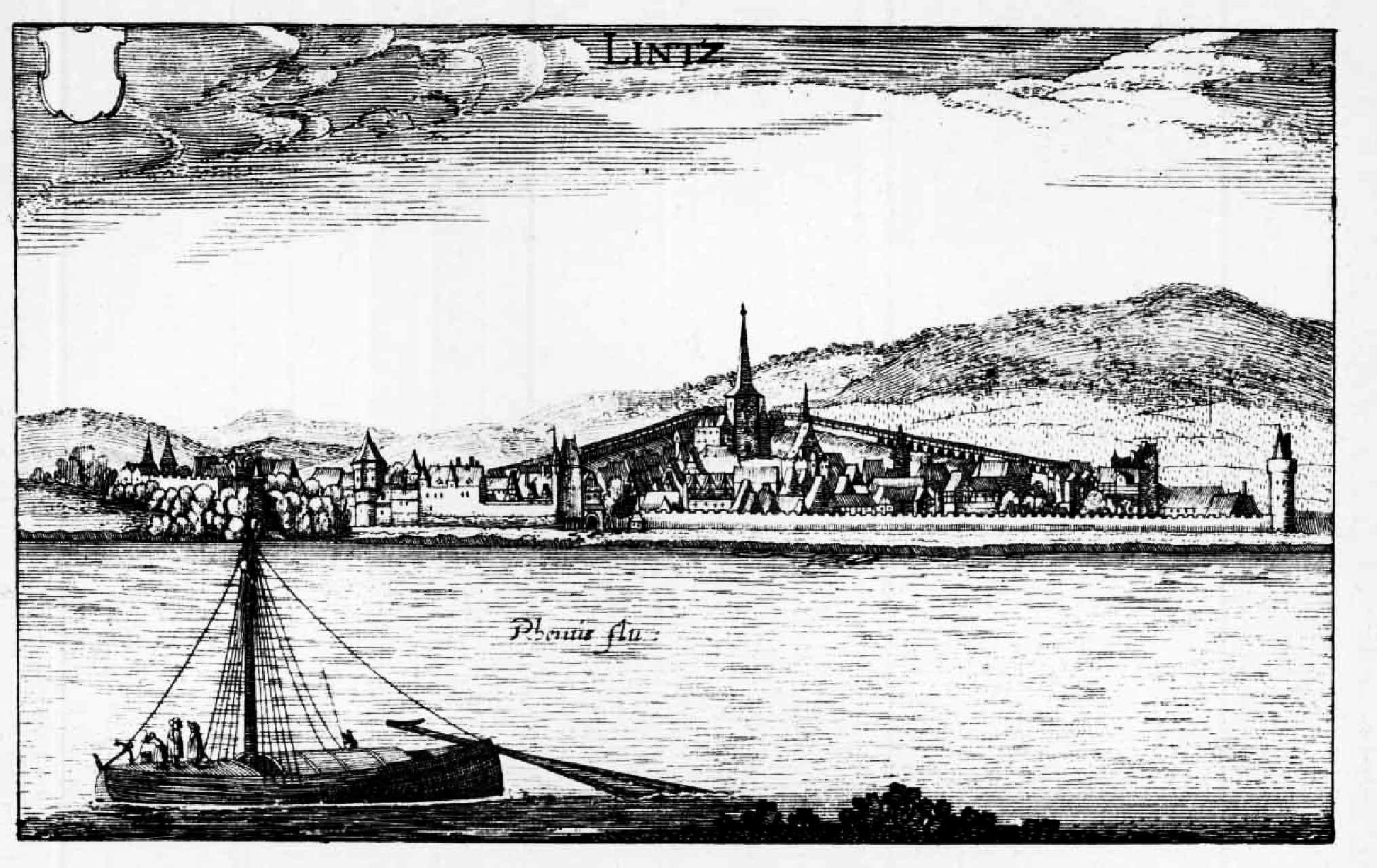
Der Stich stellt die Stadt Linz mit der Stadtbefestigung Mitte des 17. Jahrhunderts dar

Mit dem Bau der aus Basalt und Schieferbruchstein bestehenden Stadtbefestigung von Linz am Rhein wurde zur Zeit der Erhebung von Linz zur Stadt durch den Kölner Erzbischof Heinrich von Virneburg im Jahr 1320 begonnen. 1329 war die Befestigung der Stadt vollendet.
Nach der Fertigstellung umgab eine 3,5 bis 6 Meter hohe, 1 Meter dicke und 1,5 Kilometer lange Stadtmauer die Stadt. Durchbrochen wurde sie von ursprünglich vier Stadttoren, von denen heute noch das Rhein- und Neutor erhalten sind.
Das an der Nordmauer gelegene Grabentor wurde 1863 abgebrochen und das im Süden liegende Leetor 1879.
Von der restlichen Befestigung existiert noch der Pulverturm, ein an der Südwestecke der Befestigung liegender Rundturm, sowie ein Mauerabschnitt. Die übrige Maueranlage wurde im Jahre 1861 größtenteils abgetragen. Die Reste der Stadtbefestigung stehen als Kulturdenkmal unter Denkmalschutz.

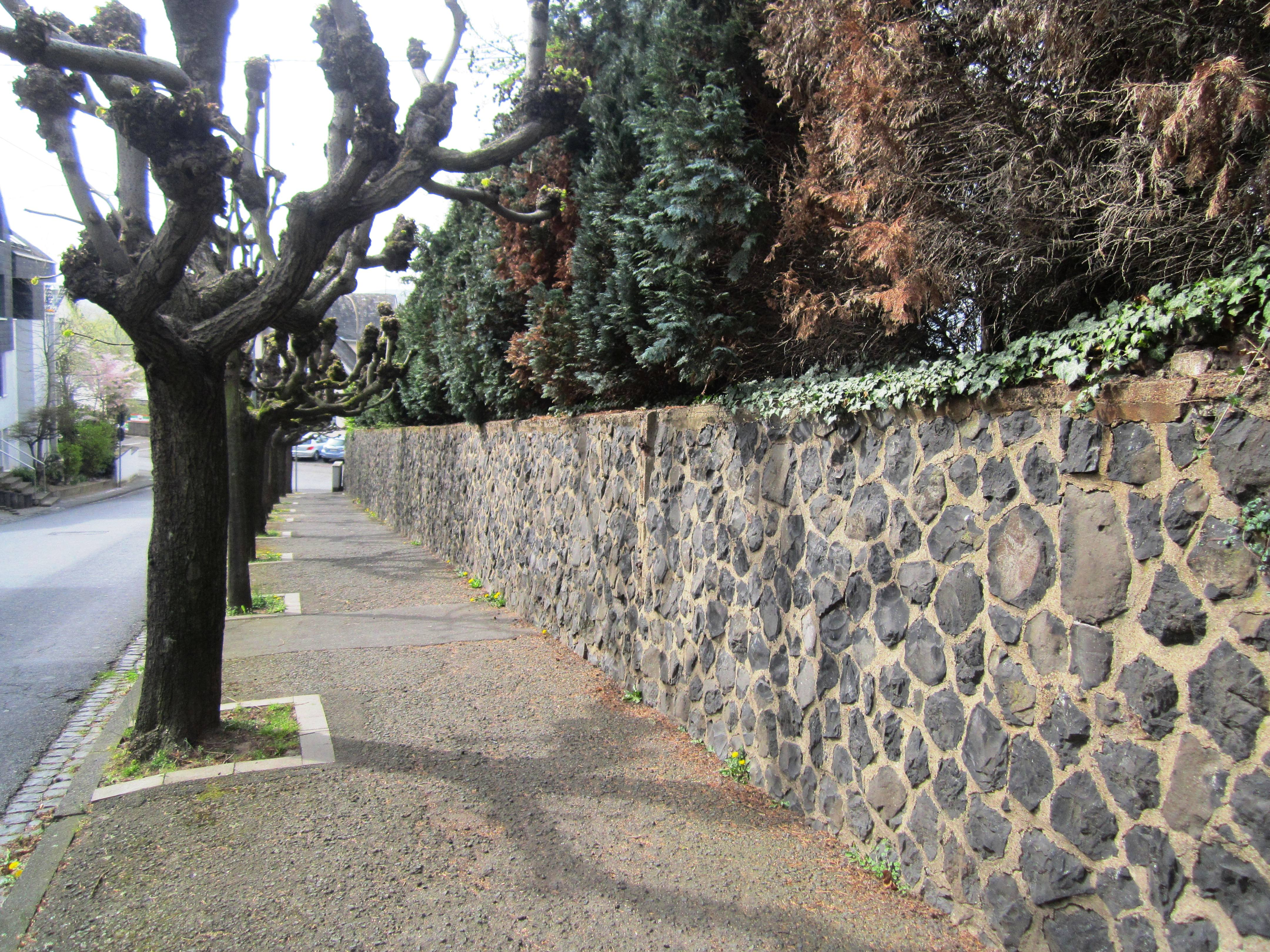
Mauerabschnitt an der Kaiserbergstraße
Neutor
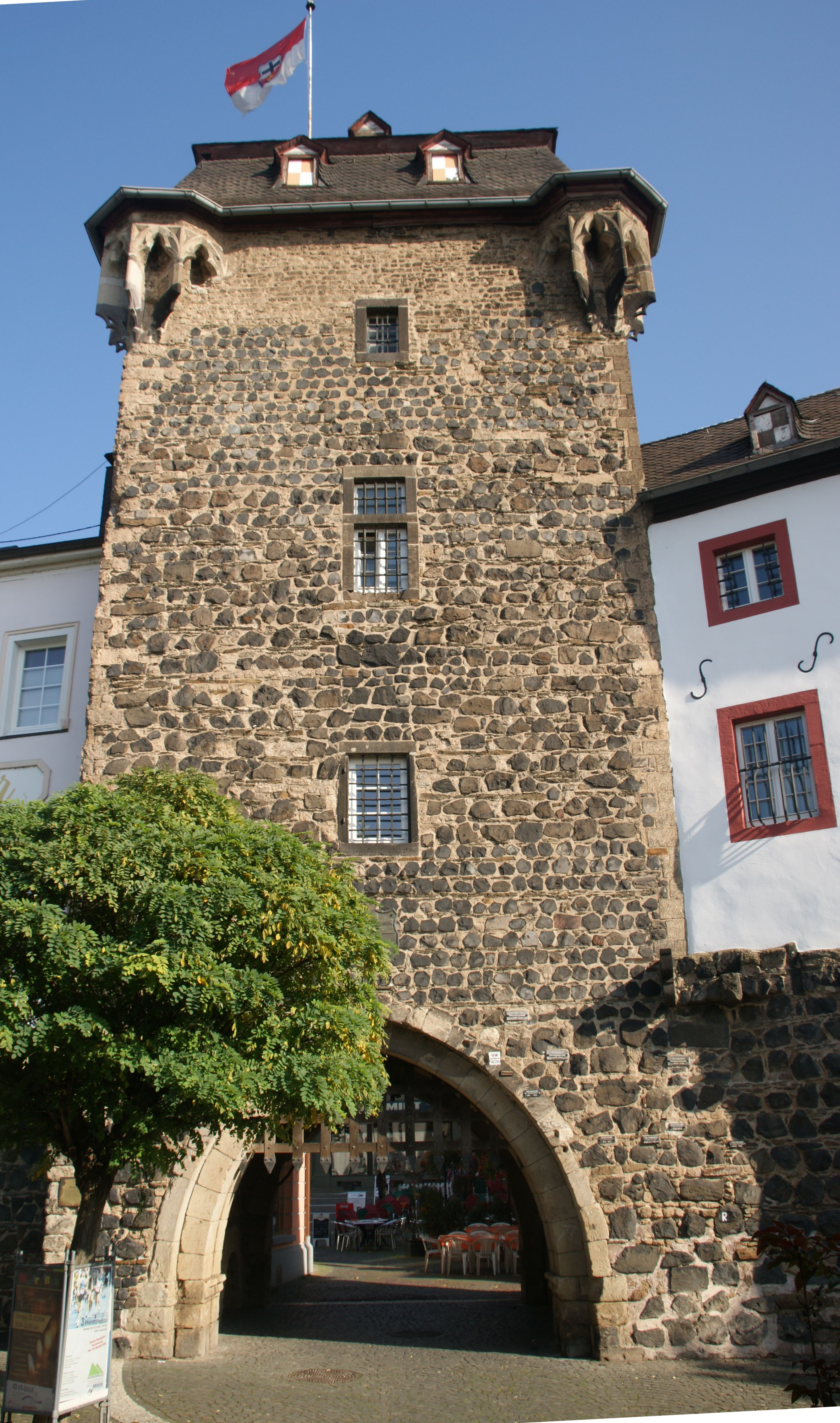
Rheintor
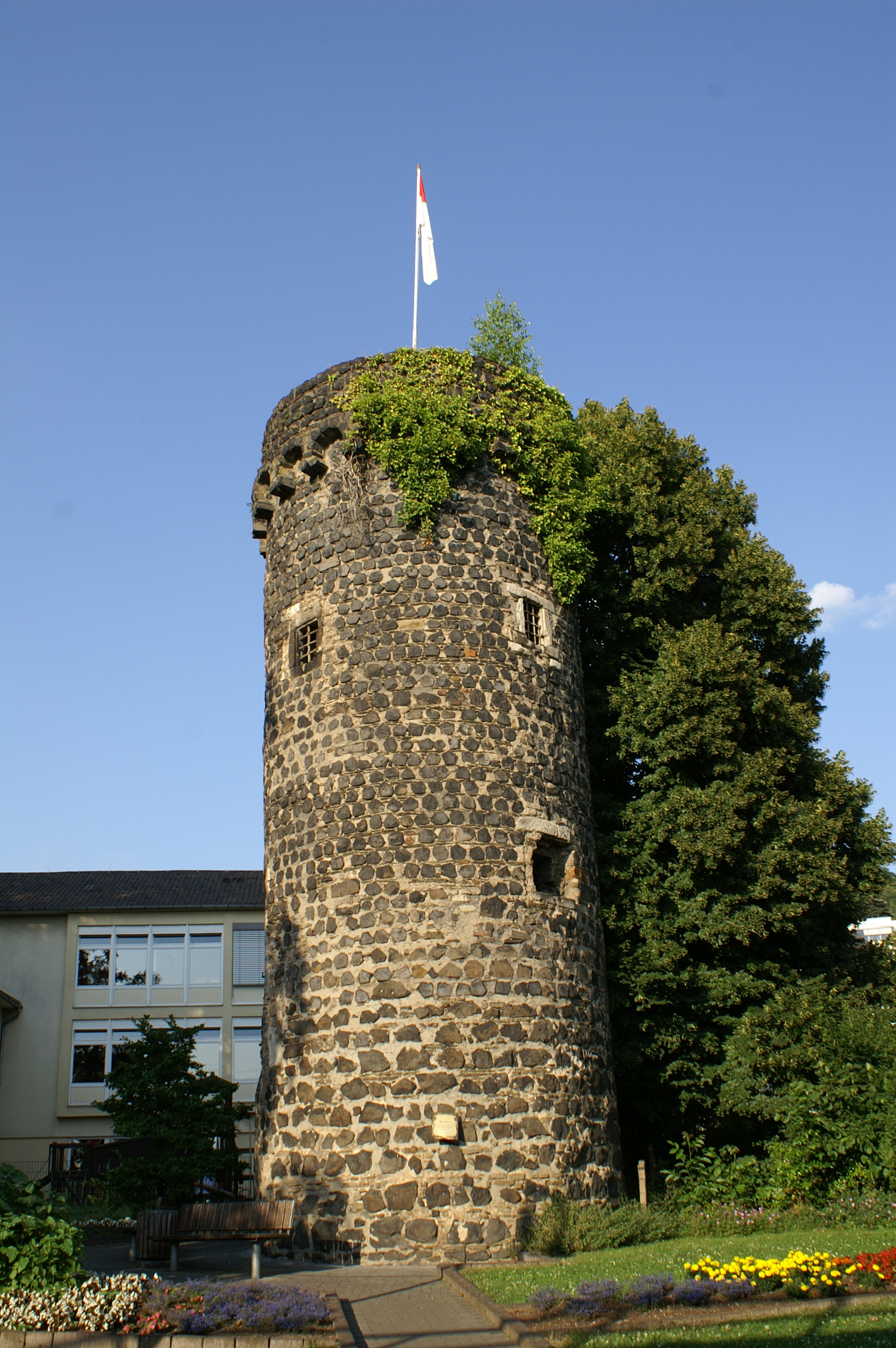
Pulverturm